# Marion Meadows
Marion Meadows (West Virginia) is een Amerikaanse jazzsaxofonist en -componist, voornamelijk in smooth jazz. Hij werd geboren in West Virginia en groeide voornamelijk op in Connecticut. Zijn eerste album als leider was For Lovers Only in 1990. Hij heeft verschillende andere commercieel succesvolle publicaties gehad, aanzienlijke bekendheid op de jazzradio en heeft internationaal getoerd.

## Discografie
- 1990: For Lovers Only
- 1992: Keep It Right There
- 1994: Forbidden Fruit
- 1995: Body Rhythm
- 1997: Pleasure
- 1999: Another Side of Midnight
- 2000: Next To You
- 2002: In Deep
- 2004: Player's Club
- 2006: Dressed to Chill
- 2009: Secrets
- 2013: Whisper
- 2015: Soul Traveler
- 2018: Soul City
- 2019: Christmas With You